# The Cowpuncher's Peril
The Cowpuncher's Peril è un cortometraggio muto del 1916 scritto, diretto e interpretato da Tom Mix. Prodotto dalla Selig Polyscope Company, il film, di genere western, aveva come altri interpreti Victoria Forde, Pat Chrisman, Joe Ryan, Sid Jordan.

## Trama
Tom Meyers e il suo socio hanno una piccola proprietà nei pressi di una cittadina del West. Andando a fare compere in città, lungo la strada il giovane viene sfidato a una gara da Slim Padgett, un tipo poco raccomandabile. Betty Thompson, una ragazza del ranch vicino, vede gareggiare i due ed è testimone della vittoria di Tom. Padgett, furioso, segue il suo avversario e scopre che non ha ancora registrato la sua concessione mineraria. Questa volta supera Tom nella corsa in città, ma viene battuto da Betty che, accortasi del furto, registra lei la richiesta di estrazione. All'arrivo di Slim, questi viene arrestato dallo sceriffo. Quando Tom scopre quello che Betty ha fatto per lui, le chiede se potrà essere la sua compagna nella vita. Lei, naturalmente, accetta con gioia.

## Produzione
Il film fu prodotto dalla Selig Polyscope Company.

## Distribuzione
Distribuito dalla General Film Company, il film - un cortometraggio in una bobina - uscì nelle sale cinematografiche statunitensi il 17 giugno 1916.